# 길 에번스

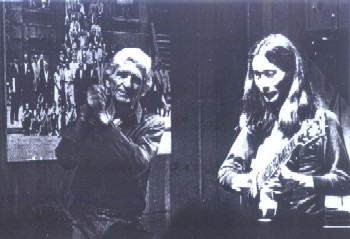

이언 어니스트 길모어 에번스(Ian Ernest Gilmore Evans, 1912년 5월 13일 – 1988년 3월 20일) 캐나다계 미국인 재즈 피아니스트, 편곡자, 작곡가 및 밴드 리더였다. 그는 쿨 재즈, 모달 재즈, 프리 재즈, 재즈 퓨전 등의 발전에 중요한 역할을 하며 재즈계의 가장 위대한 오케스트레이터 중 한 사람으로 널리 인정받고 있다. 그는 마일스 데이비스와의 찬사를 받은 협업으로 가장 잘 알려져 있다.
원래 이름은 길모어 이언 어니스트 그린(Gilmore Ian Ernest Green)이었던 에번스는 계부이자 광부인 존 에번스의 성을 따서 지었다. 가족은 자주 이사를 했으며 서스캐처원, 브리티시컬럼비아, 워싱턴, 아이다호, 몬태나, 오리건에 살면서 에번스의 아버지가 일자리를 찾을 수 있는 곳이면 어디든지 이주했다.
에번스는 라디오와 레코드에서 듀크 엘링턴, 루이 암스트롱 및 플레처 핸더슨(Fletcher Henderson)의 노래를 들으며 어린 나이에 음악에 관심을 갖게 되었다. 그는 피아노를 공부하고 편곡하는 법을 배우기 시작했고 지역 음악가들과 일자리를 찾기 시작했다. 대학에 있는 동안 그는 첫 번째 밴드를 결성하여 편곡을 했으며 1935년 캘리포니아 발보아 비치 에 있는 랑데뷰 볼룸에서 하우스 밴드가 되었다. 밴드는 1937년 태평양 북서부를 순회했고 결국 할리우드에 정착하여 밥 호프의 라디오 쇼에서 정기적으로 공연했다. 이 때부터 에번스의 편곡은 클래식 음악의 영향을 보여주었으며 프렌치 호른, 플루트, 튜바와 같은 악기를 포함했다.
뉴욕시 중국식 세탁소 뒤에 있는 에번스의 소박한 지하 아파트는 곧 그 시대의 지배적인 비밥 스타일에서 벗어나 새로운 음악 스타일을 개발하려는 음악가들을 위한 만남의 장소가 되었다. 참석한 사람들은 최고의 비밥 연주자인 찰리 파커와 제리 멀리건을 포함했다. 1948년 에번스는 마일스 데이비스, 멀리건 등과 함께 노넷을 위한 밴드 북을 공동으로 작업했다. 3중주에서 5중주로 이루어진 "콤보"보다는 크지만 경제적으로 불가능할 위기에 처한 "빅 밴드"보다는 작은 이 앙상블 덕분에 편곡가는 프렌치 호른 과 튜바를 사용하여 더 많은 음색을 가질 수 있었다.
마일스 데이비스가 이끄는 그룹은 Count Basie Orchestra와 함께 법안에 인터미션 그룹으로 Royal Roost에서 일주일 동안 예약되었다. 캐피톨 레코드는 1949년과 1950년에 세 세션에서 노넷으로 12개의 번호를 녹음했다. 이 녹음은 Birth of the Cool이라는 제목의 1957년 Miles Davis LP로 재발행되었다.
나중에 Davis가 Columbia Records와 계약을 맺고 있는 동안 프로듀서 George Avakian 은 Davis가 여러 편곡자와 함께 일할 수 있다고 제안했다. Davis는 즉시 Evans를 선택했다. 공동 작업의 결과로 나온 세 개의 앨범은 Miles Ahead (1957), Porgy and Bess (1958), Sketches of Spain (1960)이다. 이 시기의 또 다른 콜라보레이션인 Quiet Nights (1962)는 그 결과 당시 프로듀서인 Teo Macero 와 잠시 결별한 Davis의 뜻에 반하여 나중에 발매되었다. 이 4개의 레코드가 주로 Davis의 이름으로 판매되었지만(그리고 Gil Evans의 지시 아래 Orchestra와 Miles Davis에 의해 인정됨) Evans의 공헌은 Davis만큼 중요했다. 그들의 작업은 Evans의 클래식 빅 밴드 재즈 스타일 및 편곡과 Davis의 솔로 연주를 결합했다. Evans는 또한 1960년대 Davis의 클래식 5중주 앨범의 무대 뒤에서 기여했다.
Porgy and Bess를 위한 악보 요구 사항은 리드 트럼펫의 첫 번째 음표부터 전설적이었다. 리허설에 할당된 제한된 시간으로 인해 이러한 어려운 악보를 읽는 능력이 재즈 뮤지션들 사이에서 일관되지 않고 많은 가청 오류가 있음이 드러났다. 그러나 에번스와 데이비스는 각각 재즈 음악가에 대한 상업적 기대의 "주류"를 벗어나는 데 전념했기 때문에 이 녹음은 모든 음악 스타일에서 거슈윈의 음악을 가장 잘 재해석한 것 중 하나로 간주된다. 에반스는 "비재즈" 음악, 특히 오케스트라 음악에 대한 데이비스의 관심에 큰 영향을 미쳤다.
1957년부터 에번스는 자신의 이름으로 앨범을 녹음했다. Thornhill 밴드의 Tubist Bill Barber 와 트럼펫 연주자 Louis Mucci는 둘 다 Evans의 초기 앙상블에서 확고한 역할을 했으며 Mucci는 거의 모든 1980년대 이전 Evans 녹음에서 한 자리를 차지했다.
에번스는 스페인 작곡가 마누엘 데 파야와 호아킨 로드리고, 그리고 다른 라틴 음악과 브라질 음악, 독일인인 쿠르트 바일의 영향을 받았다. 원래 카바레, 콘서트 홀 또는 브로드웨이 무대 편곡에서 일부 청취자에게 이미 잘 알려진 그의 편곡은 완전히 독창적인 방식으로 음악의 측면을 드러냈다. 때로는 작품의 원래 분위기와 예상치 못한 대조로, 때로는 Weill의 "Barbara Song"과 같은 어두운 발라드를 더 어두운 곳으로 가져간다. The Individualism of Gil Evans (1964)의 인사 목록에는 Bill Barber 와 호른 연주자 James Buffington 과 Julius Watkins (다른 두 명과 함께)가 있을 뿐만 아니라 각 섹션에는 재즈로 이름을 날리다. 베테랑 Milt Hinton과 함께 가장 찬사를 받는 4명의 젊은 베이시스트( Richard Davis, Paul Chambers, Ron Carter 및 Ben Tucker )가 있다는 사실은 일반적으로 각각이 별도의 트랙에 개별적으로 사용됨을 나타내지만 Evans의 점수에는 일반적으로 최소 2명의 베이시스트가 필요하다. 주어진 트랙에서 일부는 아르코 (활으로)를 연주하고 일부는 피치카토 (손가락으로 튕기기, 표준 재즈 방식)를 연주한다. 이러한 편곡은 폴리리듬적 타악기와 지배적인 "박자"가 없는 매우 느린 템포를 자주 특징으로 한다. 그의 현재 표준 프렌치 호른과 튜바에 Evans의 악보에는 알토와 베이스 플루트, 이중 리드 및 하프가 추가되었다. "스윙" 밴드와 관련이 없는 오케스트라 악기는 오케스트라 색상의 더 큰 팔레트를 제공하고 Thornhill 시대에 편곡에서 들리는 미묘한 품질을 얻을 수 있다. 그는 해리 Lookofsky 의 테너 바이올린 을 위한 부분을 자주 썼다. 그러나 이 앨범에는 블루스맨 Willie Dixon의 " Spoonful " 오케스트라 편곡이 포함되어 있으며 Evans의 폭과 앞으로의 일에 대한 암시를 미리 보여준다.